# Никифоров, Андрей Васильевич
Андрей Васильевич Никифоров (1909, Фёдоровское, Ступинский район — 10 сентября 1976, Москва) — советский партийный работник, работник органов внутренних дел и государственной безопасности.

## Биография
Андрей Васильевич Никифоров родился 19 августа (1 сентября) 1909 в селе Фёдоровском Мещеринской волости Коломенского уезда Московской губернии в семье крестьян Василия Сергеева и Евдокии Иоакимовой Никифоровых, крещён в день рождения. В 1927 году окончил школу фабрично-заводского ученичества при Глуховской мануфактуре в Ногинском уезде, после чего работал на этой же мануфактуре ткачом. В 1930 году переехал в Москву и поступил на учёбу в Московский машиностроительный институт имени Н. Э. Баумана. Окончил его в 1936 году, после чего был направлен на работу мастером Днепродзержинского вагонного завода. Полгода спустя перешёл на работу конструктором на Калининский вагонный завод, прошёл трудовой путь до должности начальника планово-производственного отдела этого завода. В мае 1938 года был избран председателем Калининского облплана, а в марте 1941 года — секретарём по машиностроению Калининского обкома ВКП(б). В августе 1943 года занял должность заместителя секретаря Калининского обкома ВКП(б) по оборонной промышленности.
После окончания Великой Отечественной войны, в августе 1945 года, Никифоров был переведён на работу в Москву, где занял должность ответственного контролёра Комиссии партийного контроля при ЦК ВКП(б), несколько лет спустя вошёл в состав её бюро. 27 сентября 1951 года был переведён на работу в органы государственной безопасности СССР. Занимал должности начальника особой инспекции — заместителя начальника управления кадров Министерства государственной безопасности СССР, заместителя министра государственной безопасности СССР. В мае 1953 года переведён в систему Министерства внутренних дел СССР, был заместителем начальника Управления МВД Брянской области, заместителя начальника 5-го Управления МВД СССР. С 26 марта 1954 года по 12 января 1957 года занимал должность заместителя министра внутренних дел СССР. С февраля 1957 года Никифоров вновь работал в органах государственной безопасности СССР, возглавлял 5-й отдел 5-го Управления КГБ СССР, затем работал в качестве заместителя начальника Управления КГБ СССР по городу Москве, заместителя начальника отдела Оперативно-технического управления КГБ СССР. В марте 1969 года в звании полковника вышел на пенсию, но продолжал работать руководителем группы «Униматоминформ». Умер 10 сентября 1976 года.
Был награждён двумя орденами Трудового Красного Знамени и рядом медалей.